# 麥克萊倫鎮區 (印第安納州)
麥克里蘭鎮區（英語：McClellan Township）是位於美國印地安納州牛頓縣的一個行政鎮區。

## 地方資料
根據2010年美國人口普查的數據，麥克里蘭鎮區的面積為110.00平方千米，當中陸地面積為110.00平方千米，而水域面積為0.00平方千米。當地共有人口217人，而人口密度為每平方千米1.97人。